# 47 Близнецов
47 Близнецов (лат. 47 Geminorum, HD 54801) — одиночная звезда в созвездии Близнецов на расстоянии приблизительно 375 световых лет (около 115 парсеков) от Солнца. Видимая звёздная величина звезды — +5,75m.

## Характеристики
47 Близнецов — белый субгигант спектрального класса A4IV. Радиус — около 3,88 солнечных, светимость — около 59,59 солнечных. Эффективная температура — около 8260 К.